# 黒沢征治
黒沢 征治（くろさわ せいじ、1992年3月12日 - ）は、日本の競輪選手、元社会人野球選手（投手）。茨城県鉾田市出身。日本競輪選手会埼玉支部所属。日本競輪学校（当時。以下、競輪学校）第113期生。妻は同じく競輪選手の黒沢夢姫（114期。旧姓、吉田）。

## 来歴

### 野球選手時代
常磐大学高等学校では茨城県大会ベスト16が最高で甲子園出場経験はなし。
常磐大学時代は直球が最速152Km/hを記録し、プロ野球のスカウトから注目されるも、プロ志望届を提出せずに社会人野球のHondaに入社した。
Hondaではスピードが売りだった一方でコントロール不足を露呈し、チームは都市対抗野球大会や社会人野球日本選手権大会に連続出場したが、自身に活躍の機会はなくわずか2年で退部。

### 競輪選手時代
退部後は競輪選手を目指し、勤務の傍ら細沼健治（埼玉・89期）に師事してトレーニングを重ね、2017年1月12日、競輪学校の第113回生入学試験に適性で合格した。同校在校競走成績は17勝を挙げ第11位。
2018年7月2日、ホームバンクの大宮競輪場でデビューし1着、その後準決勝2着ののち、決勝で再び勝利し、デビュー場所で優勝を果たした。
2020年2月8日、豊橋競輪場で行われた第35回読売新聞社杯全日本選抜競輪に出場しGI初出場（初日落車棄権）。12月29日、平塚競輪場で行われた第20回ヤンググランプリ（GII）に出場し6着。
2022年1月11日、女子競輪選手の吉田夢姫（114期）と結婚（のち、吉田は2022年9月に登録名を黒沢夢姫に変更）。